# Emmanuel Hiel

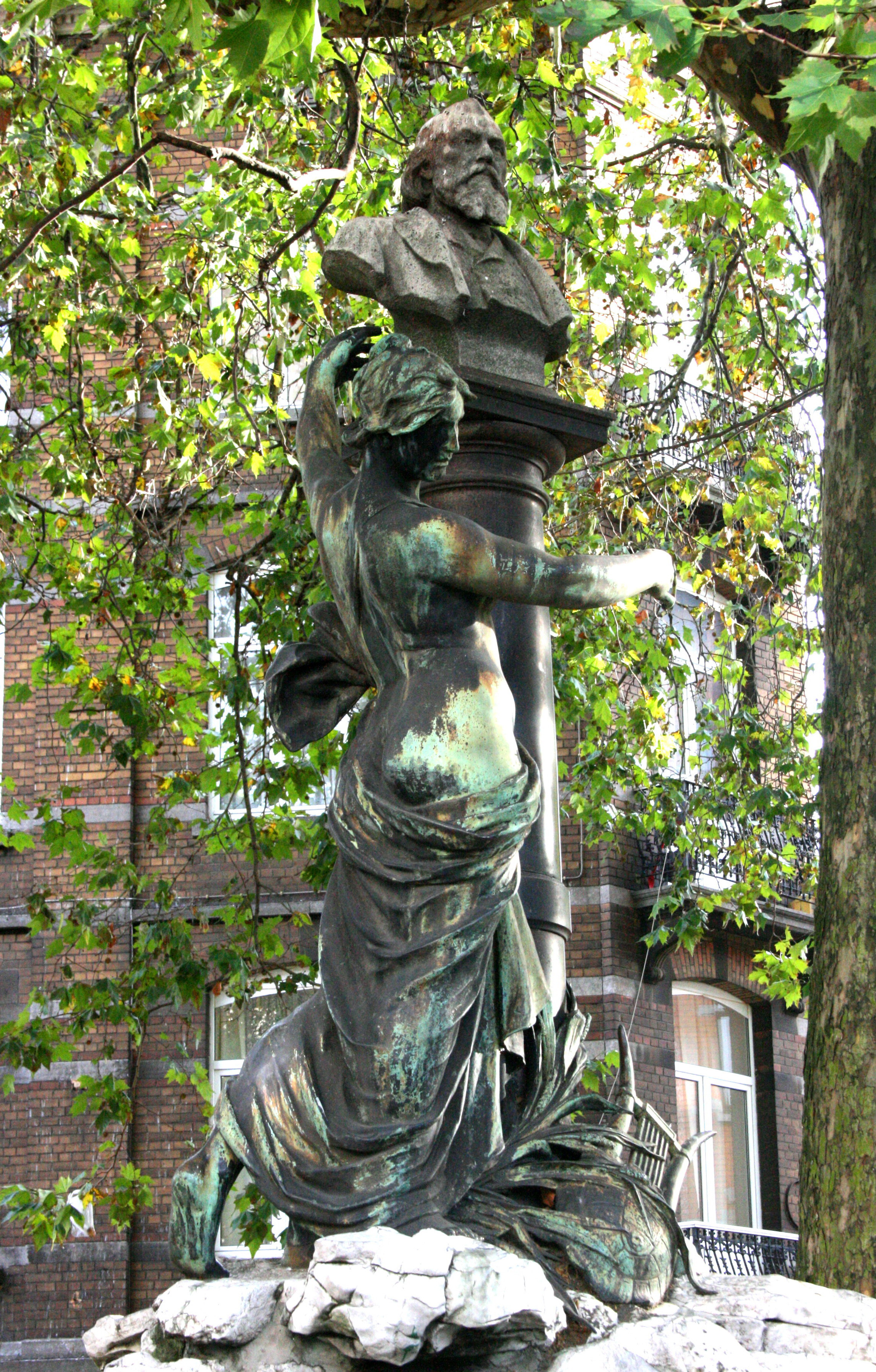
Emmanuel Hiel, minnesmärke i Schaerbeek

Emmanuel Hiel, född 30 maj 1834 i Sint-Gillis-bij-Dendermonde, död 27 augusti 1899 i Schaerbeek, var en flamländsk skald.
Hiel var bokhandlare, tulltjänsteman och lärare vid konservatoriet i Bryssel samt blev 1869 bibliotekarie vid industrimuseet där. Alltifrån sin ungdom anslöt han sig med iver till den flamländska rörelsen och intresserade sig för intima förbindelser mellan flamländsk och tysk kultur.
Hiel debuterade med översättningar från tyskan 1859.  Han utmärkte sig i synnerhet som lyriker och flera av hans dikter har tonsatts, såsom kantaten De heldenstam (1859), hymnen De wind (1864), oratorierna Lucifer och De Schelde (med musik av Peter Benoit). Diktsamlingarna är Nieuwe liedekens (1861), Gedichten (1863 och 1868), De liefde in het leven (1871), Bloemeken (1875), Liederen en gezangen voor groote en kleine kinderen (tre band, 1879, med musik av L. Van Ghelume), Werkmansliederen (1883), Soldatenliederen (1884), Zeemansliederen (1884), Historische zangen en vaderlandsche liederen (1885), Monodramen en andere gedichten (1893), Symphoniën en andere gezangen (1894) och Het broodhuis (1897). Dessutom skrev han dramer (Isa, 1874, Jacoba van Beieren, 1880, Mathilda van Denemarken, 1890), litteraturhistoriska uppsatser m.m. Hans patriotiska sånger (bland annat Belgenland och Eer Belgenland) blev mycket uppskattade.